# Puccinia areolata
Puccinia areolata är en svampart som beskrevs av Dietel & Holw. 1894. Puccinia areolata ingår i släktet Puccinia och familjen Pucciniaceae.   Inga underarter finns listade i Catalogue of Life.